# Lampides griseus
Lampides griseus är en fjärilsart som beskrevs av Johannes Karl Max Röber 1886. Lampides griseus ingår i släktet Lampides och familjen juvelvingar. Inga underarter finns listade i Catalogue of Life.